# إيفا يوستن
بالألمانية Eva Justin هي عالمة وطبيبة ألمانية نازية كانت من بين الأطباء الذين كلفهم هتلر بدراسة الأجناس والفرق بينها واثبات تفوق الجنس الآري (قبيلة هتلر وعشيرته)
عاشت بين سنة 1909 ووفاتها في 11 سبتمبر 1966.